# KZ Katzbach
KZ Katzbach (Adlerwerke) − niemiecki obóz koncentracyjny położony we Frankfurcie nad Menem, w dzielnicy Gallus, przy Kleyerstraße. Miejsce kaźni Polaków, którzy trafili tu po zakończeniu Powstania warszawskiego.

## Historia obozu

### Geneza powstania
Na skraju frankfurckiego śródmieścia na terenie zakładów Adlerwerke od 22 sierpnia 1944 r. do 24 marca 1945 r. funkcjonowała filia obozu koncentracyjnego Natzweiler - KZ Katzbach. Za jego powstanie odpowiadała spółka Adlerwerke AG (dawniej: Heinrich Kleyer AG), drugi co do wielkości zakład we Frankfurcie, odpowiedzialny za produkcję m.in. samochodów osobowych. Uruchomienie obozu związane jest też z obietnicą daną przez Reichführera SS, Heinricha Himmlera, że Niemcy dostarczą dla przemysłu motoryzacyjnego dwanaście tysięcy więźniów obozów koncentracyjnych. Część z nich trafiła właśnie do Frankfurtu, który w 1944 r. ucierpiał w wyniku nalotu bombowego aliantów. Byli to w ogromnej mierze Polacy, którzy do Katzbach trafili po upadku Powstania Warszawskiego. Więźniowie trafiali tam z Dachau (ok. tysiąc), Buchenwaldu i Auschwitz (sześcset), Neuengamme i Natzweiler (dziewięciu). Przykładowo, dnia 26 stycznia 1945 r. do obozu przywieziono 167 więźniów – w większości warszawiaków, z kolei 1 lutego 1945 r. przybyło do KZ Katzbach 225 więźniów z Auschwitz i Buchenwaldu. Wraz z tym transportem w obozie znalazło się osiem narodowości.

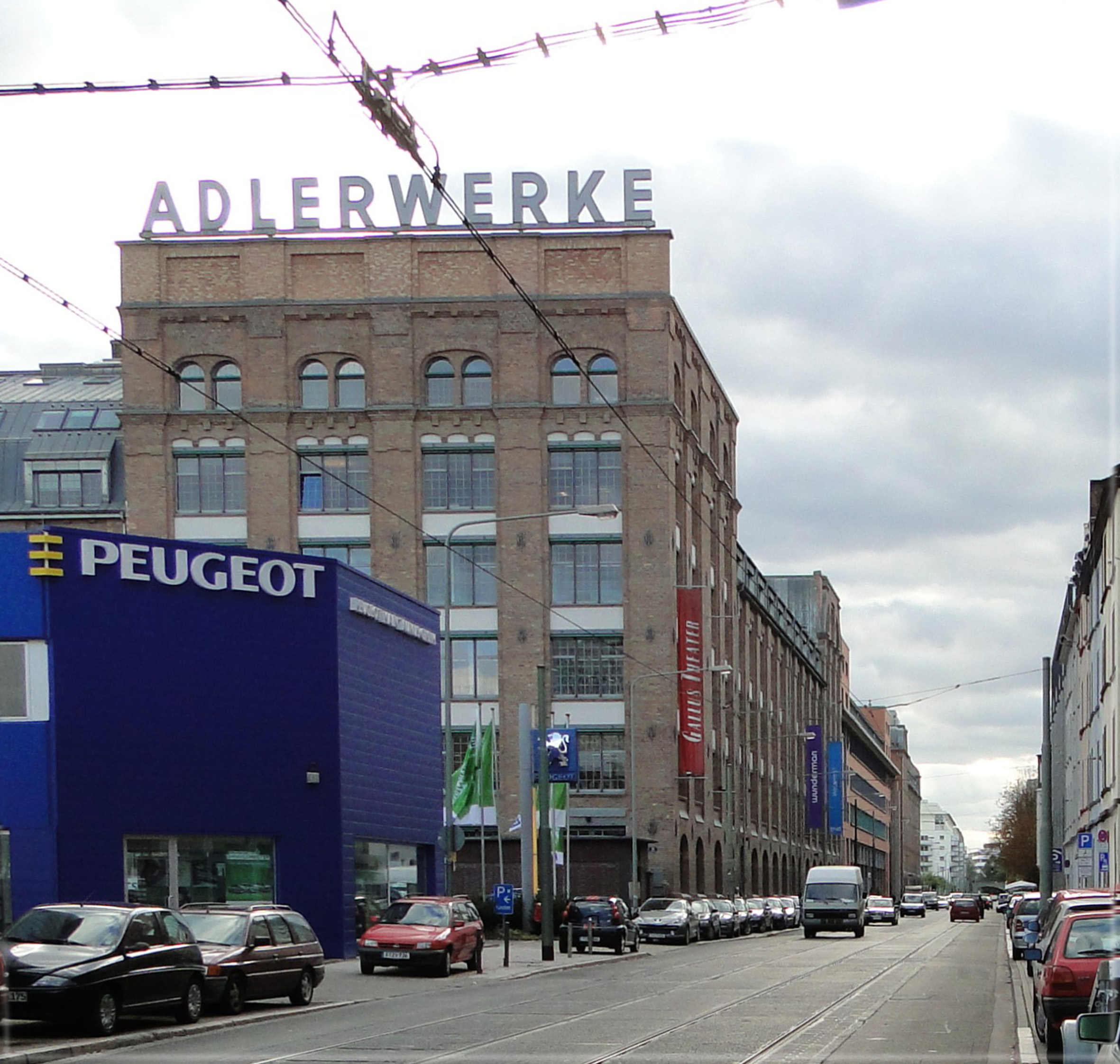
Zakłady Adlerwerke we Frankcurcie nad Menem

### Warunki życia w obozie

#### Personel
Załoga wartownicza obozu składała się z dwudziestu pięciu esesmanów, którymi przewodził Erich Franz. Ponadto, Adlerwerke organizowało własne ekipy pomocnicze, które rekrutowały się przede wszystkim z pracujących w zakładach członków SA.

#### Codzienność więźniów
Obóz funkcjonował na trzecim i czwartym piętrze zakładów Adlerwerke. Więźniowie musieli pracować na dziennych i nocnych zmianach, kolejno od 6.30 do 14.00 i od 18.00 do 6.00. Racje żywnościowe były przy tym nadzwyczaj niewielkie, nieodpowiadające wymaganiom stawianym przez przełożonym. Teoretycznie w obiekcie istniała izba chorych, w praktyce sprowadzała się ona roli miejsca, w którym więźniowie umierali. Wysoka śmiertelność, szczególnie od grudnia 1944 r., spowodowała, że Adlerwerke nawiązało bliską współpracę z miejscowym zakładem pogrzebowym. Zgony były wynikiem wynędznienia więźniów. Ponadto, panowała atmosfera zastraszenia, przejawiająca się m.in. wymierzaniem kar osadzonym za najdrobniejsze przewinienia, lub nawet bez nich - po prostu, oskarżając poszczególnych więźniów np. o sabotaż. W styczniu 1945 r. złą kondycję więźniów wskazano jako jedną z przyczyn obniżonej wydajności produkcji zakładów Adlerwerke. W odpowiedzi SS skierowała do pracy kolejnych więźniów. Spadek produkcji nastąpił w styczniu 1945 r.: ponad 37% więźniów zostało bądź to przetransportowanych do innych obozów, bądź też zmarło z wycieńczenia.

#### Śmiertelność
Szacuje się, że spośród 1609 więźniów KZ Katzbach, w miejscu kaźni zmarło 528 osadzonych (głównie Polacy, 11 z nich można określić jako Rosjan lub Ukraińców). Jako przyczynę śmierci najczęściej podawano gruźlicę, uszkodzenie mięśnia sercowego (również u bardzo młodych więźniów), a także zatrucie krwi. Co najmniej 62 więźniów straciło życie w wyniku nalotu bombowego. Doszło do pięciu przypadków rozstrzelań osadzonych, dwóch straceń (24 stycznia 1945 r. podczas apelu powieszono Wincentego Bocheńskiego i Władysława Sumarę za rzekomy sabotaż), a jeden z więźniów rzucił się z okna. To wszystko powoduje, że Katzbach miał jeden z najwyższych współczynników śmiertelność spośród wszystkich obozów koncentracyjnych na terenie Niemiec i obszarów okupowanych. Pod koniec funkcjonowania obozu, dwustu pięćdziesięciu pozostałych przy życiu więźniów przekazano do obozów w Vaihingen i Dachau, a pięciuset do Bergen-Belsen. Pozostali zostali wysłani w marszu śmierci do Buchenwaldu, podczas którego wielu z nich zostało zastrzelonych przez SS. Przy życiu pozostało jedynie 56 osadzonych.

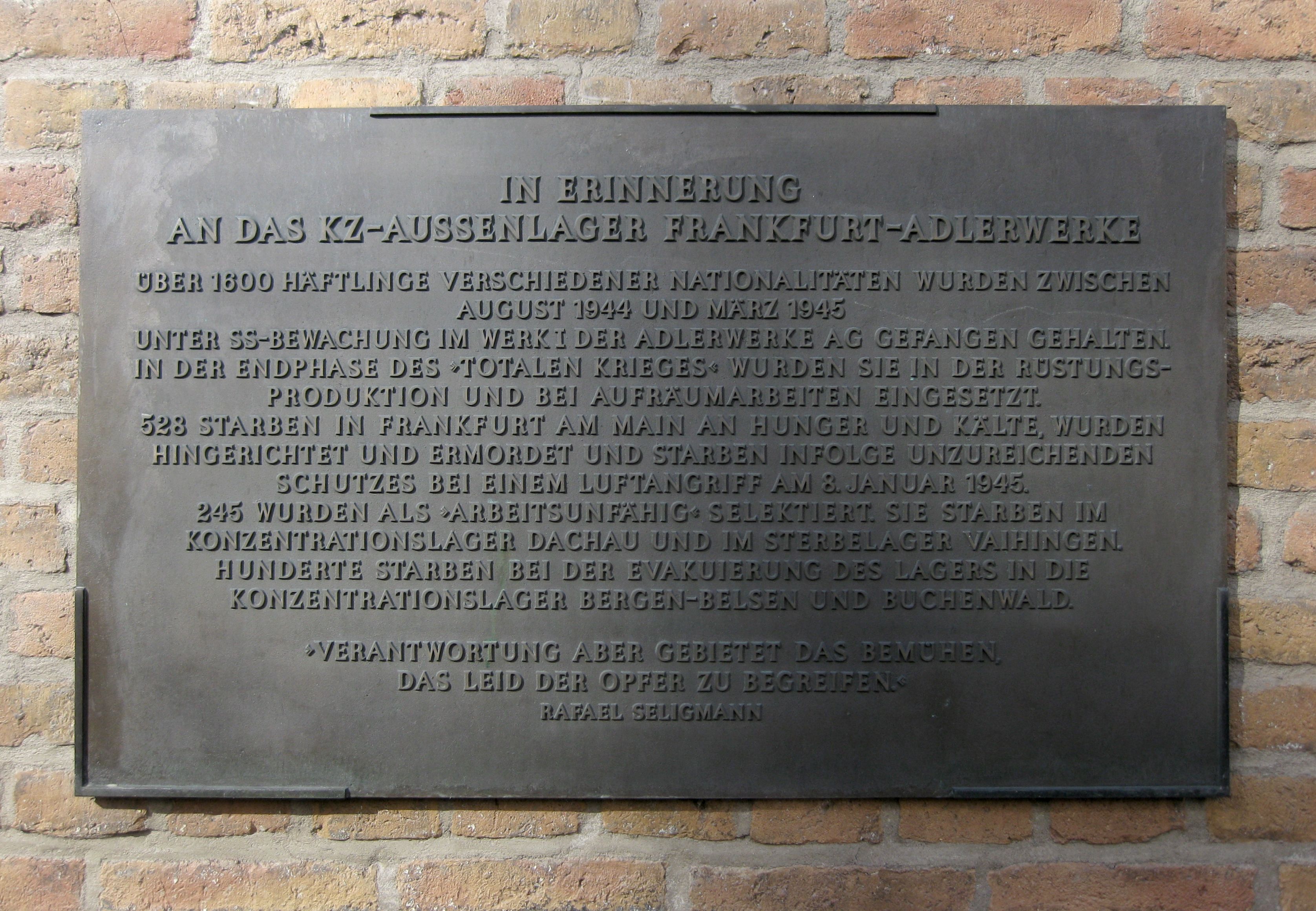
Tablica pamiątkowa przy dawnym obozie KZ Katzbach.

### Pamięć o obozie
Dopiero w latach 80. XX wieku miejscowi nauczyciele, Ernst Kaiser i Michael Knorn, zainteresowali się wojennymi dziejami Adlerwerke. Prawda o działalności KZ Katzbach ujrzała wówczas światło dzienne. W 1994 r. wydali książkę: „Wir lebten und schliefen zwischen den Toten.” Rüstungsproduktion, Zwangsarbeit und Vernichtung in den Frankfurter Adlerwerken [„Żyliśmy i  spaliśmy między umarłymi.” Produkcja zbrojeniowa, praca przymusowa i  zagłada we frankfurckich Zakładach Adlera] (Frankfurt am Main 1994). Książka ukazała się w 2010 roku w czwartym poprawionym i rozszerzonym wydaniu. W przywracanie pamięci zaangażowała się również miejscowa rada zakładowa. Na budynku odsłonięto tablicę pamiątkową oraz odnowiono napis na zbiorowej mogile na frankfurckim cmentarzu.
Planowane jest uruchomienie centrum pamięci i edukacji na temat obozu koncentracyjnego „Katzbach" i pracy przymusowej we Frankfurcie nad Menem.

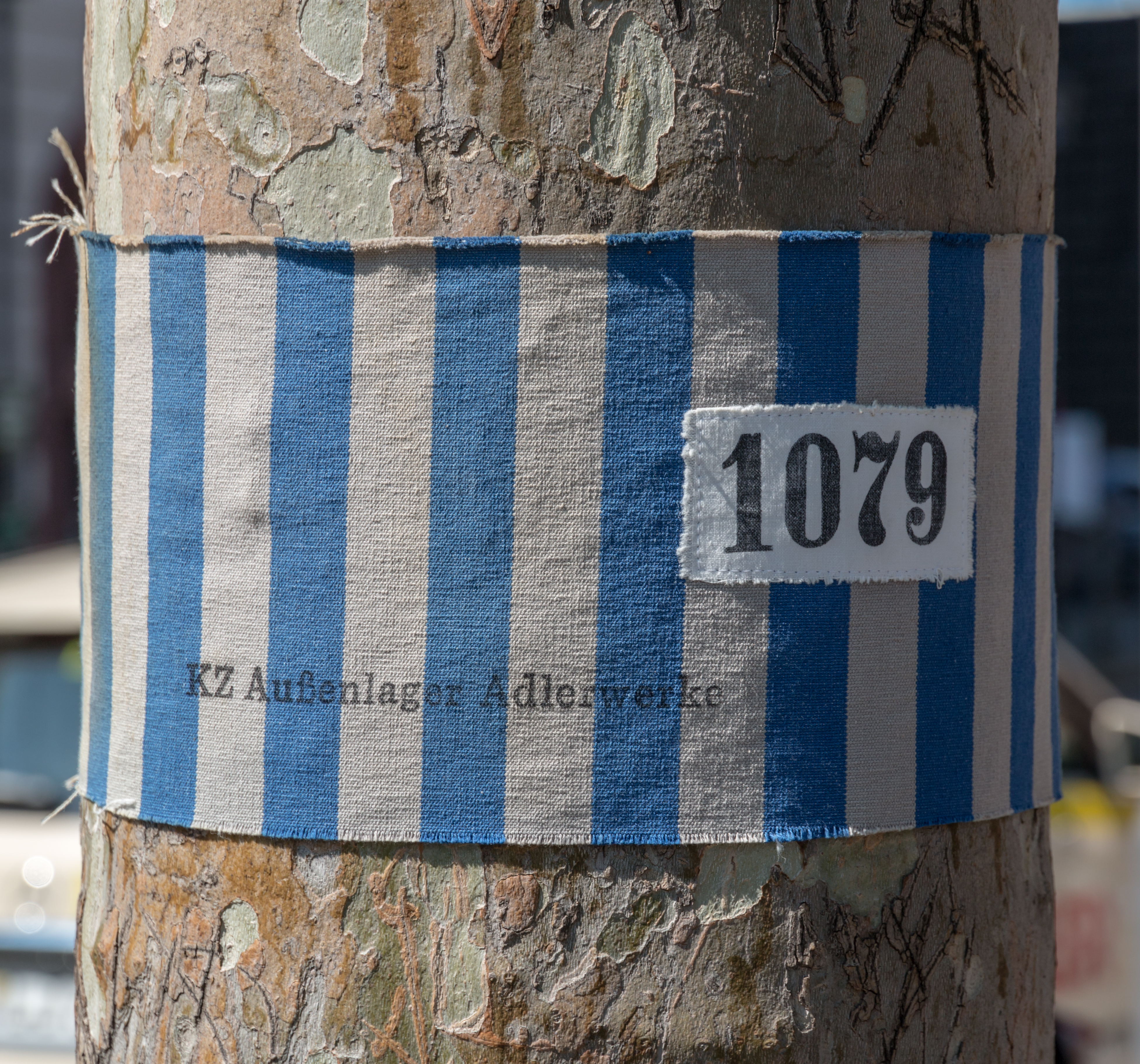
Upamiętnienie ofiar obozu.

Na miejscowym cmentarzu (Hauptfriedhof, Frankfurt am Main) znajduje się zbiorowa mogiła 528 ofiar KZ Katzbach. Prochy ofiar niewolniczej pracy zakładów Adlerwerke: wyczerpania, chorób i egzekucji, grzebano najpierw na terenie cmentarza żydowskiego. Dopiero w 1948 r. nastąpiło przeniesienie prochów w obecne miejsce spoczynku. Z inicjatywy polskich duchownych powstał nagrobek, który w latach późniejszych był przekształcany. W roku 1972 na dotychczas bezimiennej mogile pojawiły się nazwiska ofiar obozu. W 1997 r. grób uzyskał swoją obecną formę.